# Hundekurve
Der Name Hundekurve beschreibt als Trivialname verschiedene ebene Kurven. Der Ausdruck leitet sich ab von dem Weg, den ein idealisierter Hund beschreibt. Die Hundekurven gehören zu den Verfolgungskurven, die im Rahmen der Verfolgungsprobleme behandelt werden. Im weiteren Sinne werden Kurven allgemein als Hundekurve bezeichnet, wenn sie anfangs mit größerem Radius verlaufen, der sich dann verringert.

## Varianten
Der Weg des Hundeführers, die Leitkurve, sei im Folgenden eine Gerade, die x-Achse. Die Bewegung des Hundes beschreibt je nach Modellvorstellung drei verschiedene Kurven. Der Baum als Start- oder Zielpunkt der Bewegung des Hundes steht im Beispiel in allen Fällen im Punkt 1 auf der links liegenden y-Achse.
(Die Längsachse des Hundes weist in allen Fällen stets in Richtung des Hundeführers. Im ersten und zweiten Fall liegt sie zudem auf der von der Leine gebildeten Geraden.)
- Hund an der Leine zieht zum Baum hin: Der Hundeführer bewegt sich im Beispiel von rechts nach links, d. h. von x = ∞ nach x = 0. Abseits des Wegs des Hundeführers befindet sich ein Baum, genau eine Leinenlänge vom Weg entfernt. Versucht nun der Hund, zum Baum zu gelangen (also die Entfernung zwischen sich und dem Baum minimal zu halten), so entsteht eine Konchoide von Nikomedes. Die Längsachse des Hundes zeigt dabei stets zugleich auf den Baum UND auf den Hundeführer. Sie ist keine Tangente der vom Hund beschriebenen Kurve, da sich der Hund nicht nur vorwärts, sondern auch seitwärts bewegt.

- Hund an der Leine vom Baum aus gezogen: Der Hundeführer bewegt sich im Beispiel von links nach rechts. Der Hund befindet sich abseits des Wegs des Hundeführers am Baum und wird an der Leine widerstrebend von dort fortgezogen (er versucht, seine Geschwindigkeit zu minimieren). Der Weg des Hundes beschreibt die eigentliche Traktrix. Die Längsachse des Hunds zeigt stets auf den Hundeführer und ist in jedem Punkt eine Tangente der Traktrix.

- Hund ohne Leine folgt Hundeführer vom Baum aus: Der Hundeführer bewegt sich im Beispiel mit konstanter Geschwindigkeit von links nach rechts. Im Beispiel befindet sich der Hund abseits des Weges am Baum und läuft von sich aus mit konstanter Geschwindigkeit immer auf die augenblickliche Position des Hundeführers zu, während dieser sich weiterbewegt, entsteht eine gerade Radiodrome. Je nach Geschwindigkeitsverhältnis zwischen beiden erreicht der Hund sein Herrchen oder nicht. Die Längsachse des Hundes zeigt stets auf den Hundeführer und ist in jedem Punkt eine Tangente der Radiodrome. Da sich der Hund im Gegensatz zur Traktrix bei der Radiodrome mit konstanter Geschwindigkeit bewegt, sind beide nicht deckungsgleich. (Der auf der Traktrix gezogene Hund bewegt sich anfangs sehr langsam und erreicht erst später die Geschwindigkeit des Hundeführers. Bei der Konchoide ist es umgekehrt.)

Beispielhafter Vergleich zwischen verschiedenen Hundekurven. Die x-Achse liegt unten. Die jeweiligen relevanten Parameter sind gleich 1 gesetzt.

## Luftfahrt

Hundekurve beim Anflug auf ein NDB bei Seitenwind

In der Fliegerei kann aufgrund von Seitenwindeinfluss beim sogenannten Homing der Flugweg einer Hundekurve entsprechen: Ohne Windeinfluss beschreibt der Flugweg zwischen zwei Punkten eine Gerade. Bei Seitenwind wird das Flugzeug jedoch von seinem eigentlichen Flugweg abgetrieben. Korrigiert der Pilot die Ausrichtung der Flugzeugnase direkt auf das Ziel kontinuierlich, resultiert als Kurslinie über Grund keine Gerade, sondern eine immer enger werdende Kurve (Radiodrome).

## Hockey
Ebenfalls bezeichnet der Begriff Hundekurve einen bestimmten Laufweg beim Hockey. Hierbei startet der Spieler zuerst geradeaus (am rechten Spielfeldrand), um dann nach innen zu ziehen (Richtung Tor und parallel zur Grundlinie). Das Pendant auf der linken Spielfeldhälfte heißt "Katzenkurve", wobei dieser Begriff nicht sehr populär ist.

## Motorsport
Der Begriff Hundekurve beschreibt im Motorsport eine sich progressiv zuziehende Straßenkurve. Das heißt, der Radius wird im Verlauf der Kurve geringer. Diese Art von Kurve ist im normalen Straßenverkehr besonders für ungeübte Fahrer gefährlich, da sie nur schwer vorherzusehen ist. Sie tritt abseits von Rennstrecken zumeist an Berghängen auf. Wird die Kurve schnell angefahren, ist eine rapide Anpassung von Lenkeinschlag und Geschwindigkeit erforderlich. Beim Motorradfahren muss zusätzlich die Schräglage erhöht werden. Ungeübte Fahrer erreichen dabei leicht die Angstschwelle und bremsen, was – je nach Fahrwerksgeometrie und -abstimmung – zum Aufrichten des Motorrades führen kann. So kann dem engen Kurvenradius nicht mehr gefolgt werden und es besteht also die Gefahr, dass dem Fahrer „die Straße ausgeht“.

## Sportboot
Als Hundekurve wird ein Kurs über Grund bezeichnet, der nicht als Gerade, sondern als Bogen zwischen zwei Punkten gefahren wird. Der Winkel wird mit zunehmender Nähe zum Zielpunkt meist größer.
Grund für diesen Bogen ist der Versatz des Schiffes durch Strömungen und/oder Wind. Dem kann entgegengewirkt werden, indem der Bug des Schiffes etwas vorgehalten wird. D.h. der Bug zeigt je nach Stärke der Strömung oder des Windes mit einem Winkel zwischen >0° und <90° in die Richtung des Verursachers und gleicht dadurch den Versatz aus.